# Силверман, Дэвид (аниматор)
Дэвид Силверман (англ. David Silverman, 15 марта 1957, Лонг-Айленд, Нью-Йорк, США) — американский художник-мультипликатор, режиссёр. Номинант на премию «Оскар». Наиболее известен работой над сериалом «Симпсоны» и полнометражным фильмом «Симпсоны в кино».

## Биография
Сильверман родился в еврейской семье в Лонг-Айленде, штат Нью-Йорк. Он вырос в Силвер-Спринг, штат Мэриленд, и в течение двух лет учился в Мэрилендском университете в Колледж-Парке, где изучал искусство. Затем он поступил в Калифорнийский университет в Лос-Анджелесе, где научился анимации.

## Карьера
Впервые Силверман и его коллеги-аниматоры Уэс Арчер и Билл Копп начали анимировать короткометражки о Симпсонах 23 марта 1987 года.
Именно Дэвид Силверман придумал основные «правила» рисовки Симпсонов. Он создавал анимацию для наиболее важных и сложных сцен сериала, в том числе, начиная со 2 сезона, эмоциональные всплески Гомера. Самый плодовитый период работы Силвермана над «Симпсонами» начался с эпизодов для «Шоу Трейси Ульман» и завершился примерно 8-м сезоном сериала, где он оживил психоделический сон Гомера в эпизоде «Таинственное путешествие нашего Гомера» (1997).
Силверман также является режиссёром фильма «Симпсоны в кино», который вышел на экраны 27 июля 2007 года. Первоначально он оставил работу над проектом, переключившись на создание дополнительных эпизодов к «Дороге в Эльдорадо» для DreamWorks Animation, однако, вскоре вернулся к анимации Симпсонов.
В качестве сорежиссёра Дэвид работал над анимационным фильмом «Корпорация монстров». Также, он работал над такими проектами, как «Ледниковый период», «Роботы» и «Луни Тюнз: Снова в деле».
В 2012 году Сильверман снял кинотеатральный короткометражный фильм «Симпсоны: Мучительная продлёнка» с Мэгги Симпсон в главной роли, который показывали в прокате перед фильмом «Ледниковый период 4: Континентальный дрейф». Короткометражка была номинирована на премию «Оскар» как Лучший анимационный короткометражный фильм.
В 2016 году состоялась премьера фильма «Почти семнадцать», анимацию к которому создавал Силверман. Позже, Силверман выступил режиссёром короткого метра «Свидание в песочнице с судьбой».
В феврале 2021 года в российский прокат выйдет полнометражная анимационная комедия Дэвида Силвермана «Пончары. Глобальное закругление». Фильм повествует о существах, внешне похожих на пончики. Герои случайно отправляются в будущее и узнают, что их вида давно не существует, а значит нужно срочно изменить ход истории.

## Избранная фильмография
Режиссёр
| Год    | Название                                          |
| ------ | ------------------------------------------------- |
| 1989-… | Симпсоны (анимационный сериал)                    |
| 2001   | Корпорация монстров                               |
| 2007   | Симпсоны в кино                                   |
| 2012   | Симпсоны: Мучительная продлёнка (короткометражка) |
| 2021   | Пончары. Глобальное закругление                   |
| 2021   | Симпсоны. Balenciaga (короткометражка)            |